# Pembrey and Burry Port Town
Pembrey and Burry Port Town är en community i Storbritannien.   Den ligger i kommunen Carmarthenshire och riksdelen Wales, i den södra delen av landet, 290 km väster om huvudstaden London.
Den består av de två sammanvuxna orterna Burry Port och Pembrey